# سیارک ۱۳۰۸۶
سیارک ۱۳۰۸۶ (به انگلیسی: 13086 Sauerbruch، نامگذاری:1992HS4) سیزده هزار و هشتاد و ششمین سیارک کشف شده‌است که در ۳۰ آوریل ۱۹۹۲ کشف شد.
قدر مطلق سیارک برابر ۱۳٫۳۰ است.